# Kirchberg an der Raab
Pour les articles homonymes, voir Kirchberg.
Kirchberg an der Raab est une commune autrichienne du district de Südoststeiermark en Styrie.